# الحصان وإبنه (رواية)
الحصان وصبيه هي رواية للأطفال من تأليف كليف ستيبلز لويس، نشرها جيفري بلس في عام 1954. وهي واحدة من بين السبع روايات التي تشكل سلسلة سجلات نارنيا (1950-1956)، الحصان وصبيه كانت الخامسة التي تُنشر. تدور أحداث الرواية في الفترة التي يغطيها الفصل الأخير من رواية الأسد، والساحرة، وخزانة الملابس في عهد أطفال عائلة بيفينسي الأربعة كملوك وملكات نارنيا. على الرغم من أن ثلاثة من أفراد عائلة بيفينسي يظهرون كشخصيات ثانوية في الحصان وصبيه، فإن الشخصيات الرئيسية هي طفلان وحصانان مُتكلمان يفران من كالورمين ويسافرون شمالًا إلى نارنيا. في رحلتهم، علموا بخطة أمير كالورمين لمهاجمة أرتشلاند، ويحذرون ملك أرتشلاند من الهجوم الوشيك. مثل غيرها من الروايات في سجلات نارنيا، زُودت الحصان وصبيهُ بالرسوم بواسطة بولين باينز، اُحتفظ بعملها في العديد من الطبعات اللاحقة.

## ملخص سير الأحداث
صبي يدعى شاستا يسمع أرشيش الصياد وهو يتفاوض على بيعه إلى أحد النبلاء الإقطاعيين من كالورمين. يشعر بالارتياح لاكتشافه أن أرشيش ليس والده الحقيقي، بما أنهما لا يكنان الود لبعضهما كثيرًا. بينما ينتظر شاستا سيده الجديد في الإسطبل، فإن بري – الحصان الفحل للنبيل - يُذهل شاستا بالتحدث معه. بري هو حصان مُتحدث من نارنيا استولى عليه الكالورمينين وهو مهر. يخبر شاستا أن النبيل سوف يعامله بقسوة، ويقرر شاستا الهرب. يقترح الحصان أن يتجهوا شمالًا سويةً إلى أرض نارنيا. في رحلتهم، التقى شاستا وبري بزوج آخر من الهاربين: أرافيس، شابة كالورمينية أرستقراطية، وهين، حصان متحدث. أرافيس تهرب لتتجنب الزواج من أهوشتا، الوزير الأعظم لكالورمين، بينما قصة هين هي مشابهة لقصة بري.
يسافر الهاربون الأربعة عبر تاشبان، عاصمة كالورمين العظيمة. هناك، يقابلون زوارًا من نارنيا الذين يحسبون أن شاستا هو كورين، أمير أرتشلاند، الذي ذهب للاستكشاف في وقت سابق من ذلك اليوم. ملزمًا بمرافقتهم، يستمع شاستا إلى خطط الزوار للهروب من كالورمين لمنع الزواج القسري بين الملكة سوزان ورباداش، ابن حاكم (أو ملك) كالورمين. يهرب شاستا عندما يعود الأمير الحقيقي كورين.
وفي الوقت نفسه، شُوهدت أرافيس من قبل صديقتها لاسارالين. طلبت من لاسارالين مساعدتها على الهروب من تاشبان. لم تفهم لاسارالين سبب رغبة أرافيس في التخلي عن حياة سيدة نبيلة من كالورمين أو رفض الزواج من أهوشتا، لكنها تساعد أرافيس على الفرار عبر حديقة قصر الحاكم. في الطريق، تختبئان عندما يقترب الحاكم ورباداش وأهوشتا. أرافيس تسمع الحاكم ورباداش يناقشان هروب النارنيين. ينوي رباداش غزو نارنيا للحصول على الملكة سوزان. يمنحه الحاكم الإذن بغزو أرتشلاند قبل القيام بغارة سريعة في نارنيا لخطف الملكة سوزان بينما الملك الأعلى بيتر يقاتل العمالقة في الشمال.
تعود أرافيس لشاستا والحصانان خارج تاشبان وتخبرهم بالمؤامرة. ينطلق الأربعة عبر الصحراء، ويخيفهم أسد (الذي يكتشفون لاحقًا أنه أسلان) ويدفعهم للفرار بسرعة كافية ليسبقوا فرسان رباداش. يصل شاستا إلى أرتشلاند في الوقت ليحذر أرتشلاند ونارنيا من اقتراب الكالورمينيين. عندما يصل رباداش وفرسانه إلى قلعة الملك لون في أرتشلاند، يجدون أن المدافعين قد تنبهوا. تبع ذلك حصار. لا توجد نتيجة واضحة للحصار حتى وصول التعزيزات من نارنيا، بقيادة إدموند ولوسي. هُزم الكالورمينيون وقُبض على رباداش.
رفض رباداش عرض الملك لون بإطلاق سراح مشروط. يصل أسلان الأسد، ملك الوحوش، ابن إمبراطور البحر، الملك فوق جميع الملوك في نارنيا، إلى أرتشلاند. بعد إهانة رباداش أسلان، يتحول إلى حمار. أبلغه أسلان أنه سيستعيد شكله الحقيقي إذا وقف أمام مذبح تاش في مأدبة الخريف، ولكن بعد ذلك، إذا غامر وابتعد أكثر من عشرة أميال من معبد تاش سيصبح الأمير حمارًا دائمًا. لهذا السبب، يتبع رباداش سياسات سلمية عندما يصبح حاكماً، لأنه لا يجرؤ على عبور الحدود التي يبلغ طولها عشرة أميال والذهاب إلى الحرب.
يعترف الملك لون المنتصر بشاستا بكونه ابنه كور، التوأم المطابق المفقود منذ زمن طويل للأمير كورين، وبما أنه الأكبر، وريث عرش أرتشلاند. اُختطف كور كطفل رضيع في محاولة لمواجهة نبوءة أنه سينقذ أرتشلاند في يوم من الأيام من أعظم مخاطرها. لقد حقق تحذير شاستا في الوقت المناسب من هجوم الكالورمينيين النبوءة. عاشت أرافيس وشاستا في أرتشلاند بعد ذلك وتزوجا في النهاية. يصبح ابنهم رام أكثر ملك مشهور في أرتشلاند.